# Euseius neofustis
Euseius neofustis är en spindeldjursart som beskrevs av Moraes och D. McMurtry 1988. Euseius neofustis ingår i släktet Euseius och familjen Phytoseiidae. Inga underarter finns listade i Catalogue of Life.